# Ali Szyrwani
Ali Gejdar Ibiszowicz Szyrwani (Mustafabekow) (ros. Али Гейдар Ибишович Ширвани (Мустафабеков), azerb. Əliheydər İbiş oğlu Şirvani-Mustafabəyov, ur. 1894 w Szyrwanie (według innych informacji w Teheranie), zm. 26 kwietnia 1938 w Kommunarce) – radziecki działacz partyjny.

## Życiorys
Był Azerem. Uczył się na kursach ogólnokształcących w Moskwie, później w Moskiewskim Instytucie Komercyjnym, w sierpniu 1917 wstąpił do SDPRR(b). W 1918 prowadził komunistyczną działalność podziemną w Iranie, za co został aresztowany i zesłany do Północnej Persji, od 1919 prowadził nielegalną działalność polityczną w Baku. Po radzieckim podboju Azerbejdżanu w 1920 został zarządzającym sprawami Rady Komisarzy Ludowych Azerbejdżańskiej SRR, w 1921 stałym przedstawicielem Rady Komisarzy Ludowych Azerbejdżańskiej SRR przy Radzie Komisarzy Ludowych RFSRR, a w 1922 pełnomocnikiem Ludowego Komisariatu Spraw Zagranicznych (NKID) RFSRR w Azerbejdżańskiej SRR. Jednocześnie w 1922 był ludowym komisarzem spraw zagranicznych Azerbejdżańskiej SRR, 1924-1925 redaktorem odpowiedzialnym pisma "Wiestnik CIK SSSR", a 1924-1926 redaktorem odpowiedzialnym wydania "Sobranije Postanowlenij i uzakonienij CIK i SNK SSSR". Od sierpnia 1926 do 1927 był słuchaczem kursów marksizmu przy Akademii Komunistycznej, od września do 21 października 1927 sekretarzem odpowiedzialnym Biura Organizacyjnego KC Komunistycznej Partii (bolszewików) Uzbekistanu na Tadżycką ASRR, a od 27 października 1927 do 3 lutego 1929 sekretarzem odpowiedzialnym Tadżyckiego Komitetu Obwodowego KP(b)U. Od czerwca 1929 był instruktorem Niżnonowogrodzkiego Krajowego Komitetu WKP(b), a od 28 maja 1930 do 10 stycznia 1935 sekretarzem odpowiedzialnym/I sekretarzem Komitetu Obwodowego WKP(b) Maryjskiego Obwodu Autonomicznego, w 1935 został wykluczony z partii, później do lutego 1938 pracował jako prezes zarządu arteli przemysłowej w obwodzie moskiewskim.
21 lutego 1938 został aresztowany, 26 kwietnia 1938 skazany na śmierć przez Wojskowe Kolegium Sądu Najwyższego ZSRR pod zarzutem udziału w nacjonalistycznej organizacji i szpiegostwa i tego samego dnia rozstrzelany. 6 października 1956 pośmiertnie go zrehabilitowano.